# Tatjana Konstantinowna Romanowa

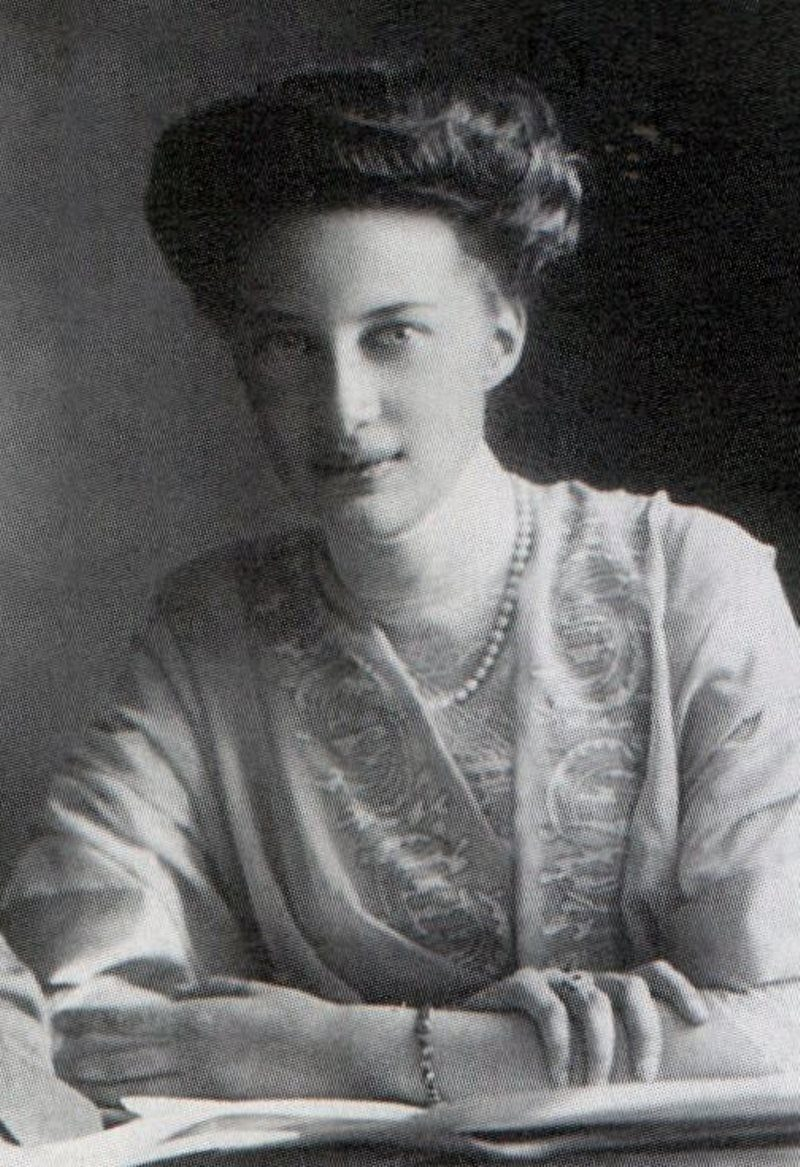
Prinzessin Tatjana Konstantinowna Romanowa, um 1910

Kaiserliche Prinzessin Tatjana Konstantinowna Romanowa (russisch Княжна Татьяна Константиновна; * 11. Januarjul. / 23. Januar 1890greg. in Pawlowsk, Russland; † 28. August 1979 in Jerusalem, Israel) war ein Mitglied des Hauses Romanow-Holstein-Gottorp.

## Leben
Tatjana war die älteste Tochter von Großfürst Konstantin Konstantinowitsch Romanow (1858–1915) und dessen Gattin Prinzessin Elisabeth von Sachsen-Altenburg (1865–1927), zweite Tochter von Prinz Moritz von Sachsen-Altenburg und der Prinzessin Augusta Luise Adelaide Karoline Ida von Sachsen-Meiningen.

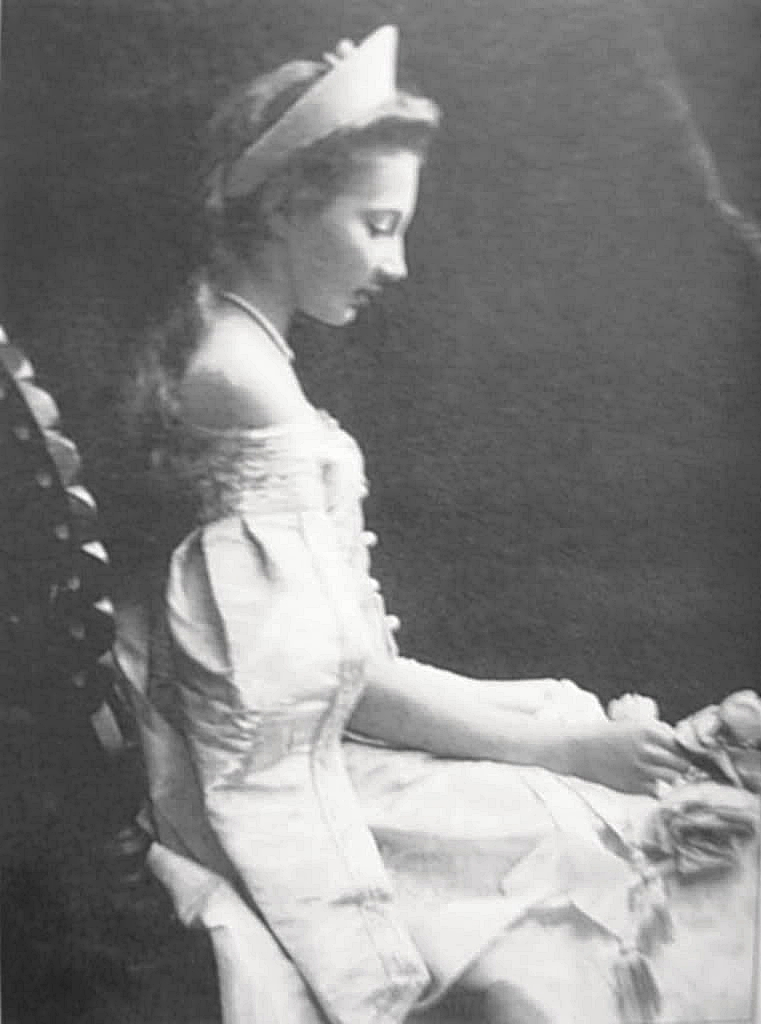
Prinzessin Tatjana Konstantinowna Romanowa, um 1910

Im Frühling 1911 verlobte sich Prinzessin Tatjana Konstantinowna mit dem georgischen Fürsten Konstantin Bagration-Makharinsky, dieser diente im Kaiserlichen Regiment. Nachdem sie eine Verzichtserklärung auf ihre dynastischen Rechte unterschrieben hatte, konnte sie mit Erlaubnis von Zar Nikolaus II. heiraten. Am 3. September 1911 heiratete Prinzessin Tatjana auf Pawlowsk Prinz Konstantin Bagration-Makharinsky (1888–1915). Die kaiserliche Familie war anwesend und der Zar schlug vor, dass der Bräutigam das Trauregister mit „Fürst Grusinski“ unterzeichnete (d. h. Fürst von Georgien). Aus der glücklichen Ehe ging Sohn Teymuraz und Tochter Natalia hervor.
Nach dem Ausbruch des Ersten Weltkriegs meldete sich ihr Mann zu den russischen Streitkräften und wurde 1915 tödlich verwundet. Ihr Bruder Oleg wurde 1914 getötet und drei andere Brüder, Iwan, Konstantin und Igor, wurden 1918 von den Bolschewiki in Alapajewsk ermordet.
Während ihrer Witwenschaft war Tatjana häufig in der Nähe ihres Onkels Großfürst Dmitri Konstantinowitsch Romanow. Nach der Oktoberrevolution blieb sie bei ihm in seinem Palast, wo sie sich in dessen Adjutanten, Alexander Korotschenzow, verliebte. Nachdem ihr Onkel verhaftet worden war, floh das junge Paar mit ihren Kindern zuerst nach Rumänien und später in die Schweiz. Im November 1921 heirateten sie in Genf, Alexander Korotschenzow (* 17. August 1877), ihr zweiter Mann starb am 6. Februar 1922 in Lausanne.
Im Jahre 1950 nahm Prinzessin Tatjana den Schleier, sie starb als Mutter Tamara, Äbtissin im Maria-Magdalena-Kloster in Jerusalem.

## Erwähnenswertes
- Am 14. Juli 1886 modifizierte Zar Alexander III. die Hausgesetze der Romanows, indem er den Titel „Großfürst“ bzw. „Großfürstin“ auf die Kinder und Enkel in der männlichen Linie eines Zaren einschränkte. Entfernte Nachkommen würden künftig den Titel „Kaiserliche Prinzen“ bzw. „Prinzessin“ tragen. So war Tatjana, eine Urenkelin von Zar Nikolaus I., nur eine „Kaiserliche Prinzessin“ von Geburt.
- Sie war die erste weibliche Romanow, die einen unterworfenen oder nicht dynastischen Prinzen offen heiratete, seitdem die Dynastie 1613 auf den russischen Thron kam. Die Ehe wurde nicht als eine ungleiche Ehe angesehen, da das Haus Bagration (Georgien und Armenien) wie das Haus Orléans (Frankreich), einst eine herrschende Dynastie gewesen war. Anders war es bei Großfürst Michail Michailowitsch Romanow, verheiratet mit Gräfin Sophia de Torby (1891) und Großfürst Pawel Alexandrowitsch Romanow verheiratet mit Prinzessin Olga Paley (1902), gewesen: Sie machten ihre Ehe öffentlich und mussten darauf im Exil leben. Oder eine ungleiche Ehe im Geheimen, wie bei der Zarin Elisabeth Petrowna Romanowa verheiratet mit Graf Alexei Grigorievich Razumovsky (1732) und die zweite Ehe der Großfürstin Maria Nikolajewna Romanowa mit Graf Grigory Stroganow (1854).